# Zuzana Tryznová
Zuzana Tryznová (ur. 8 października 1984 w Jabłońcu nad Nysą) – czeska biathlonistka. Największym jej sukcesem jest 4. miejsce w sztafecie w czasie Mistrzostw Świata Juniorów w 2004 roku.

## Osiągnięcia

### Mistrzostwa Świata
| Rok  | Miejsce      | IN | SP | PU | MS | RL |
| 2007 | Anterselva   | 77 | 49 |    |    |    |
| 2008 | Östersund    | 60 | 86 |    |    | 16 |
| 2009 | P'yŏngch'ang | 74 | 70 |    |    | 12 |

### Mistrzostwa Świata Juniorów
| Rok  | Miejsce         | IN | SP | PU | MS | RL |
| 2003 | Kościelisko     | 53 | 6  | 25 |    |    |
| 2004 | Haute Maurienne | 41 | 11 | 33 |    | 4  |
| 2005 | Kontiolahti     | 42 | 33 | 28 |    | 15 |

IN – bieg indywidualny, SP – sprint, PU – bieg pościgowy, MS – bieg ze startu wspólnego, RL – sztafeta